# Siphocampylus fiebrigii
Siphocampylus fiebrigii är en klockväxtart som beskrevs av Franz Elfried Wimmer. Siphocampylus fiebrigii ingår i släktet Siphocampylus och familjen klockväxter. Inga underarter finns listade i Catalogue of Life.